# تگیرمان-سای (شهرستان آق‌سی)
تگیرمان-سای (به لاتین: Tegermensay) یک منطقهٔ مسکونی در قرقیزستان است که در شهرستان آق‌سی واقع شده‌است. تگیرمان-سای ۴۵۱ نفر جمعیت دارد.